# Паспорт громадянина Угорщини
Паспорт громадянина Угорщини — документ, що видається громадянам Угорщини для можливості виїзду за кордон.

## Вигляд паспорта
З 29 серпня 2006 року звичайний угорський паспорт має бордовий колір. Вгорі написи угорською мовою «Європейський Союз» та «Угорська Республіка». Посередині зображений герб країни, а під гербом напис «Útlevél» (дослівно «дорожний лист»).
На сторінках для віз зображені ноти Гімну Угорщини, які видимі під впливом ультрафіолетових променів.
В угорському паспорті присутні такі дані:
- Фото власника
- Тип
- Код (HUN)
- Паспорт №
- Прізвище
- Ім'я
- Національність
- Дата народження
- Стать
- Місце народження
- Дата видачі паспорта
- Дата закінчення дії паспорта
- Орган, що видав
- Підпис власника.

Інформація в паспорті угорською, англійською та французькою мовами.
| Прапор Угорщини | Це незавершена стаття про Угорщину. Ви можете допомогти проєкту, виправивши або дописавши її. |